# Солдаткино
Солдаткино — село в Тисульском районе Кемеровской области. Входит в состав Тамбарского сельского поселения.

## География
Центральная часть населённого пункта расположена на высоте 339 метров над уровнем моря.

## Население
По данным Всероссийской переписи населения 2010 года, в селе Солдаткино проживает 71 человек (34 мужчины, 37 женщин).